# 里茲 (密蘇里州)
里茲（英語：Reeds）是位於美國密蘇里州賈斯珀縣的城市。

## 人口
根據2020年美國人口普查的數據，里茲的面積為0.40平方千米，皆為陸地。當地共有人口91人，而人口密度為每平方千米228人。